# يانوسية
اليانوسية (الاسم العلمي: Janolus) هي جنس من الحيوانات تتبع فصيلة ظهريات الشرج من رتبة عاريات الخيشوم.

## أنواع اليانوسية
- يانوسية بارزة
- يانوسية باهرة
- يانوسية تويامية
- يانوسية جنوبية
- يانوسية حلقية
- يانوسية رأس الرجاء
- يانوسية زجاجية
- يانوسية شيلية
- يانوسية طويلة الأسنان
- يانوسية ظريفة
- يانوسية غبساء
- يانوسية مقنزعة
- يانوسية مميزة
- يانوسية نارية
- (الاسم العلمي:Janolus barbarensis)
- (الاسم العلمي:Janolus faustoi)
- (الاسم العلمي:Janolus mokohinau)
- (الاسم العلمي:Janolus mucloc)
- (الاسم العلمي:Janolus novozealandicus)
- (الاسم العلمي:Janolus rebeccae)
- (الاسم العلمي:Janolus savinkini)